# Atoll (Badeinsel)

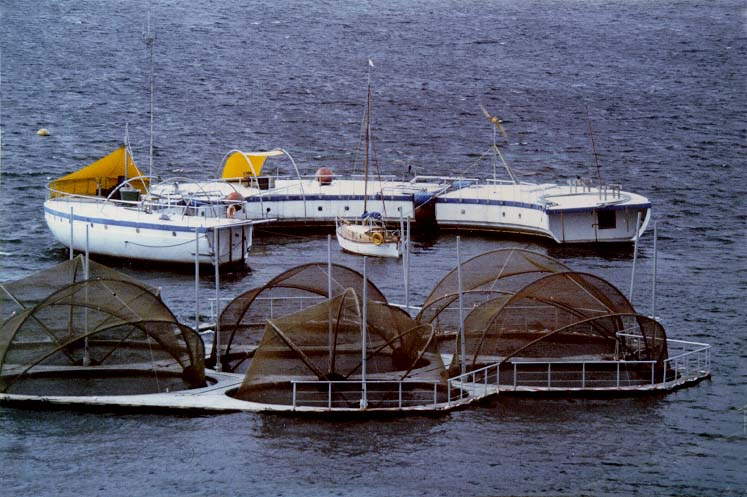
Nutzung des Atolls als Forschungsstation

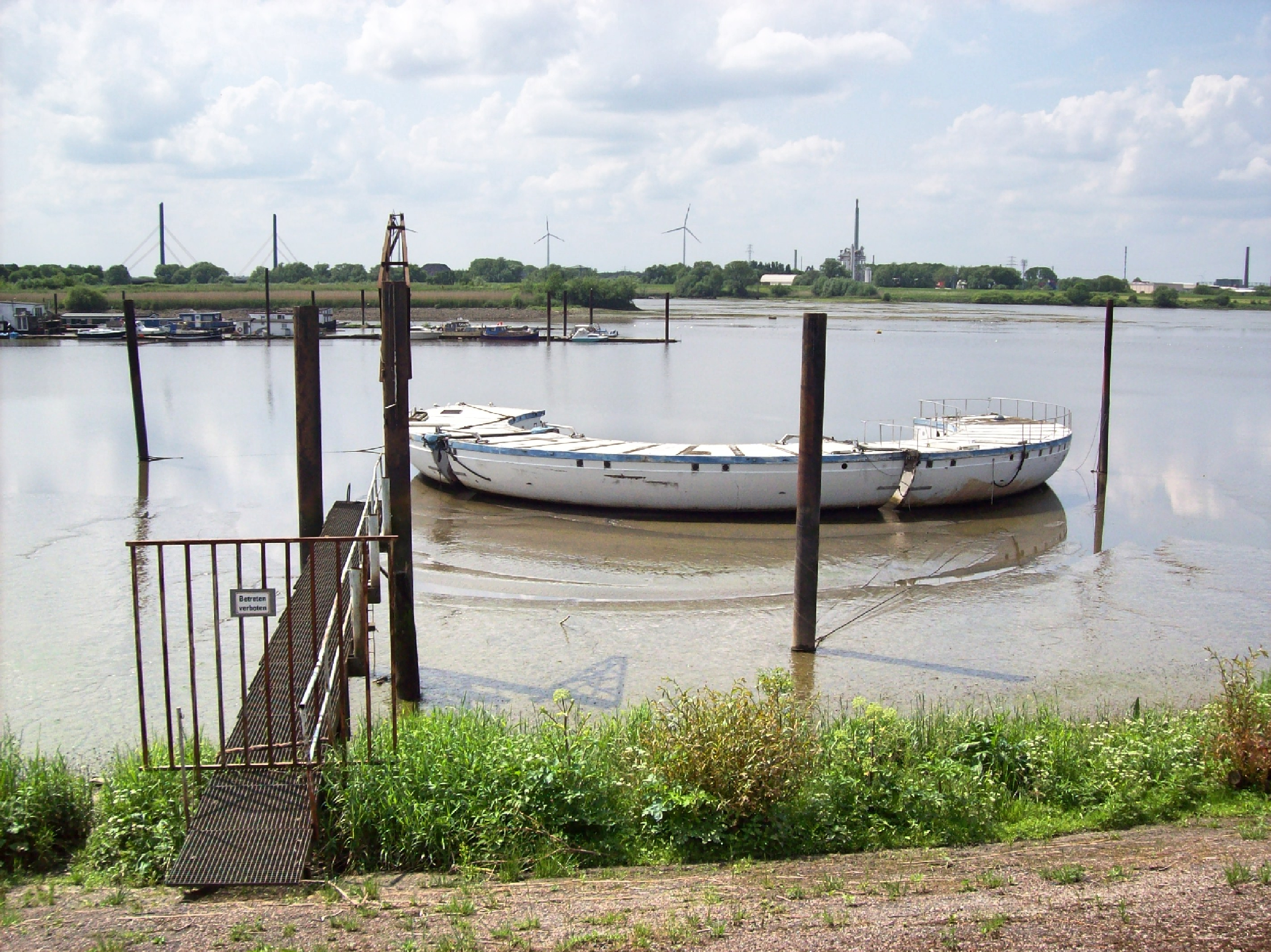
Das Atoll vom Moorfleeter Deich aus (2016)

Das Atoll, auch Travemünder Atoll genannt, war eine schwimmende Badeinsel. Mit einem Durchmesser von 27 Metern war sie zum Zeitpunkt ihrer Entstehung und Zulassung Ende der 1970er Jahre die größte künstliche Schwimminsel der Welt. Sie bestand aus einem Fiberglasring aus vier jeweils rund 10 Tonnen schweren Elementen, einem Innenpool mit Sprungturm und einem Netz zum Schutz vor Quallen, Flächen für 150 Liegen sowie einem Restaurant mit 120 Quadratmeter Fläche und einer Disko am Abend. Ihr Bau kostete 1,5 Millionen Mark.
Nach einer Idee des Künstlers und Lehrbeauftragten für angewandte Kreativität an der Universität München Waki Zöllner, einem Rettungsring als Vorbild und finanziert von einem Münchner Fabrikanten wurde die Badeinsel von der Firma Fiberglas Technik in Hamburg-Finkenwerder erbaut. 1978 wurde sie durch den Nord-Ostsee-Kanal in die Ostsee transportiert und vor Travemünde verankert. Gäste konnten hinüberschwimmen oder sich von einem Fischer übersetzen lassen. Der Eintritt kostete 5 Mark. 
Schon im folgenden Sommer wurde die Badeinsel nicht mehr gut besucht, sodass sie nach Eckernförde gebracht werden sollte. Kurz vor dem Schlepptermin zerstörte ein Wintersturm die Verankerung, ließ das Element mit dem Restaurant versinken und spülte die Badeinsel an den Strand vor dem Maritim Travemünde, wo sie zehn Monate lang liegen blieb. Schließlich wurde sie der Universität Kiel übergeben, die sie als Fischzuchtstation für Forschungszwecke in der Kieler Förde nutzte. Durch neue Fenster, die an der Unterseite eingebaut wurden, war es möglich, Heringsschwärme zu beobachten. Diese Nutzung dauerte bis Mitte der 1990er-Jahre an.
Alte Luftbilder von Oktober 2000 bis Dezember 2008 zeigen die drei Teile des Atolls auseinandermontiert und damit platzsparend im Hamburg-Harburger Ziegelwiesenkanal.
2009 wurde sie von einem Unternehmer in den Holzhafen nach Hamburg-Moorfleet gebracht, wo sie seither liegt. Dessen Versuche, die ehemalige Badeinsel über eBay zu verkaufen, mal für 120.000, mal für 20.000 Euro, schlugen fehl, ebenso die Idee, sie vor Travemünde oder bei Scharnebeck auf der Elbe wieder ihrer alten Nutzung zuzuführen.
Das Atoll wurde im Guinness Buch der Rekorde 1982 als größter Kunststoff-Schwimmkörper genannt.

## Nachweise
1. 1 2  Thomas Hirschbiegel: Es verfällt immer mehr – Die irre Geschichte des „Travemünder Atolls“, www.mopo.de vom 13. Februar 2021, abgerufen am 13. März 2021
2. 1 2  Atoll zu verkaufen, Travemünde Aktuell vom 10. Oktober 2013, abgerufen am 13. März 2021
3. 1 2  Oliver Vogt: Das „Atoll“ sucht eine neue Heimat, www.ln-online.de vom 21. November 2013, abgerufen am 13. März 2021
4. ↑  Google-Earth-Luftbilder
5. ↑  Vita (Memento des Originals vom 25. März 2022 im Internet Archive)  Info: Der Archivlink wurde automatisch eingesetzt und noch nicht geprüft. Bitte prüfe Original- und Archivlink gemäß Anleitung und entferne dann diesen Hinweis. von Waki Zöllner, www.wakiart.de, abgerufen am 20. März 2021
6. ↑  Gabi Werner: Künstler Waki Zöllner gestorben, www.merkur.de vom 20. Februar 2015, abgerufen am 20. März 2021

Koordinaten: 53° 30′ 49″ N, 10° 4′ 23,8″ O